# Bob Wilson (baloncestista)
Robert "Bob" Wilson jr. (8 de marzo de 1926 − 26 de agosto de 2014) fue un jugador de baloncesto estadounidense que disputó una temporada en la NBA. Con 1,93 metros de estatura, jugaba en la posición de base.

## Trayectoria deportiva

### Universidad
Jugó durante su etapa universitaria con los Yellow Jackets de la Universidad Estatal de Virginia Occidental, siendo uno de los tres únicos jugadores de dicha institución, junto con Earl Lloyd y Ron Moore en llegar a jugar en la NBA.

### Profesional
En 1951 fichó por los Milwaukee Hawks de la NBA, con los que disputó una temporada, en la que promedió 3,7 puntos, 3,3 rebotes y 1,7 asistencias por partido.

## Estadísticas de su carrera en la NBA

### Temporada regular
| Temporada | Edad | Equipo          | Liga | Pos. | P  | TIT | MIN  | TC  | TCA | %TC  | 3P | 3PA | %3P | TL  | TLA | %TL  | R.OF. | R.DEF. | REB | ASIS | ROB | TAP | PER | FP  | PTS |
| 1951-52   | 25   | Milwaukee Hawks | NBA  | PG   | 63 |     | 20.8 | 1.3 | 4.2 | .299 |    |     |     | 1.2 | 2.1 | .578 |       |        | 3.3 | 1.7  |     |     |     | 2.7 | 3.7 |
| Total     |      |                 | NBA  |      | 63 |     | 20.8 | 1.3 | 4.2 | .299 |    |     |     | 1.2 | 2.1 | .578 |       |        | 3.3 | 1.7  |     |     |     | 2.7 | 3.7 |